# Sinfonía n.º 18 (Mozart)

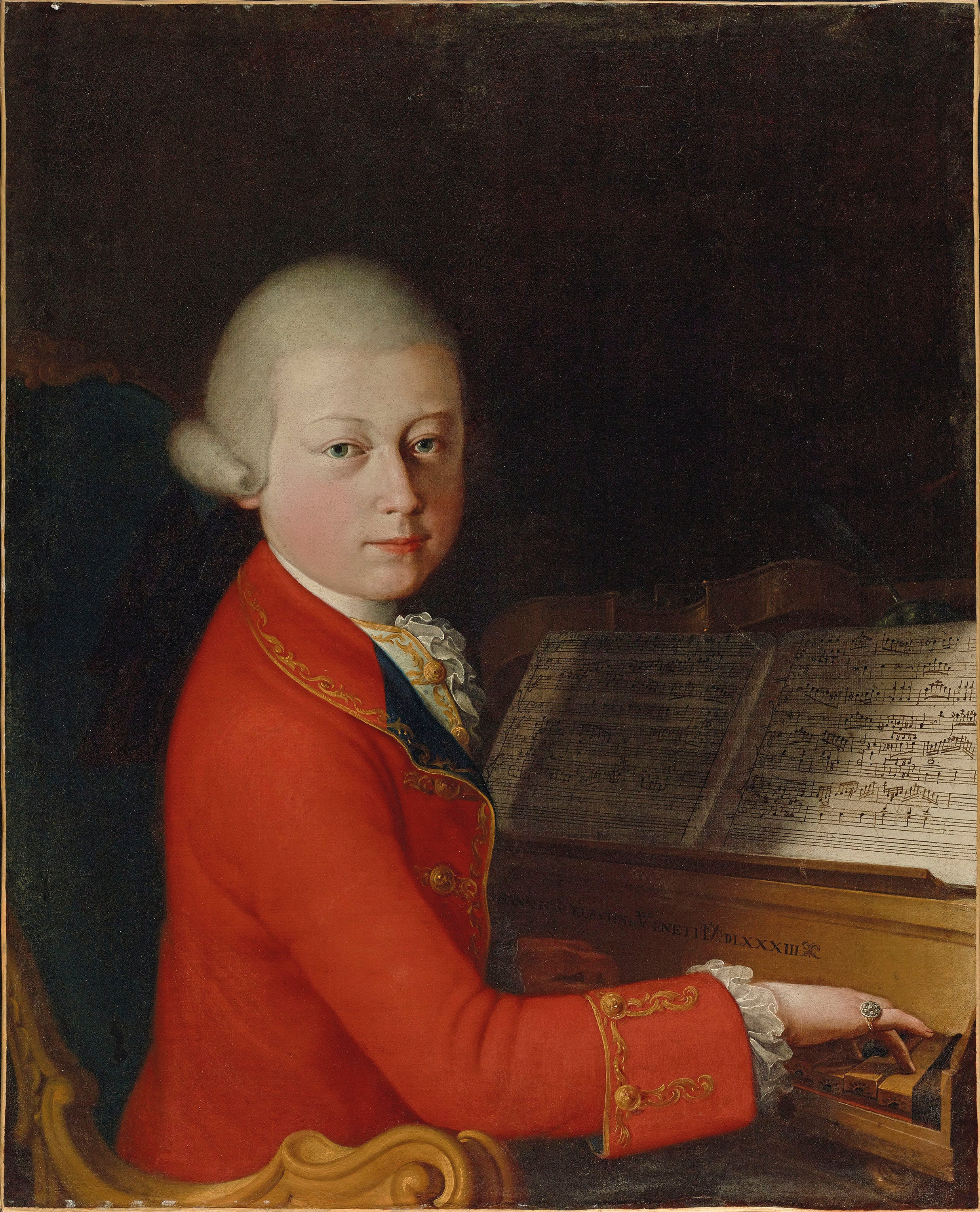
Mozart en 1770.

La Sinfonía n.º 18 en fa mayor, K. 130 fue la última de una serie de tres sinfonías compuestas por Wolfgang Amadeus Mozart en mayo de 1772, cuando el compositor tenía dieciséis años.

## Historia

### Contexto

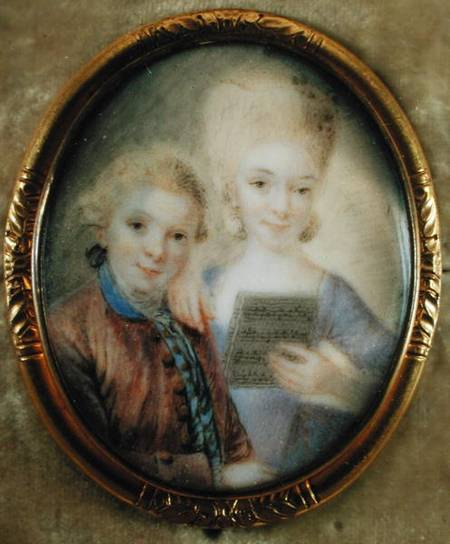
Wolfgang y Nannerl hacia 1763.

La carrera de Mozart como sinfonista había empezado en Londres durante el gran viaje de la familia Mozart por Europa entre junio de 1763 y noviembre de 1766. El padre Leopold Mozart planeó la gira para exhibir a sus prodigiosos hijos, Wolfgang y Nannerl en las principales cortes europeas. En ese tiempo Wolfgang compuso sus primeras obras del género, que tenían una deuda sustancial con las sinfonías de estilo galante italianizante en tres movimientos de Carl Friedrich Abel y Johann Christian Bach; también escuchó las sinfonías de compositores relevantes como Thomas Arne, William Boyce y Giuseppe Sammartini. Posteriormente Leopold y sus hijos pasaron en Viena varios meses de 1768 durante los cuales el joven maestro hizo un esfuerzo consciente por adaptar su estilo sinfónico a los gustos del público vienés, adoptando entre otras cosas la estructura en cuatro movimientos. Una afortunada consecuencia de los largos viajes del compositor en ciernes fue el contacto que le proporcionaron con una generosa muestra representativa de las tradiciones musicales europeas: alemana, británica, francesa e italiana.
El joven compositor y su padre realizaron tres viajes a Italia entre diciembre de 1769 y en mayo de 1773. En este periodo alternó sus visitas con estancias en Salzburgo durante las cuales creó la ópera Mitrídates, rey de Ponto, así como varias sinfonías con apreciable influencia del gusto italiano por la ópera bufa. En 1772 y 1773 el maestro austríaco vivió una etapa de entusiasmo por la escritura sinfónica, produciendo cada año siete nuevas sinfonías (n.º 15 - n.º 27). Después redujo su actividad en este campo y en los dos años siguientes sólo aparecieron tres nuevas piezas del género (n.º 28, 29 y 30).

### Composición
La composición de esta obra se desarrolló en mayo de 1772 en Salzburgo. Esta es una de las numerosas sinfonías creadas durante el periodo en el que Mozart permaneció en Salzburgo, poco después de sus viajes por Italia. Forma parte de tres sinfonías terminadas en mayo de 1772, que podrían ser las principales candidatas para refutar la idea de que Mozart componía sinfonías en series como lo hacía con sus cuartetos de cuerda. Si bien, se puede apreciar una coherencia tonal entre las tres (do mayor, sol mayor y fa mayor), ni por su carácter, ya se trate de similitudes o contrastes, ni por su instrumentación conformarían un opus. Brown llega a la conclusión de que Mozart concebía cada sinfonía como una entidad única.

### Estreno y publicación
No se sabe con certeza la fecha y el lugar en que tuvo lugar el estreno de la sinfonía.
La primera edición fue llevada a cabo en 1880 por la editorial Breitkopf & Härtel en Leipzig, que publicó bajo la denominación Wolfgang Amadeus Mozarts Werke, Serie VIII, No. 18 tanto las partes como la partitura completa.

## Instrumentación
La partitura está escrita para una orquesta formada por:
- Viento madera: 2 flautas y [1 fagot].
- Viento metal: 4 trompas (dos en fa, dos en do alto; en el segundo movimiento dos en si).
- Teclado: [clavecín].
- Cuerda: una sección de cuerdas con 2 violines (primero y segundo), viola, violonchelo y contrabajo.

La orquestación en principio iba a ser la misma que la de la Sinfonía n.º 14 K. 114, pero presenta varias innovaciones con respecto a las sinfonías anteriores. Carece de oboes ya que fueron reemplazados por flautas por primera vez. Además Mozart incorporó un segundo par de trompas, lo cual es insólito en su producción musical así como en las sinfonías de entonces. Paul Bryan ha sugerido que este cambio de instrumentación pudo deberse al regreso tras haber estado de gira del trompista favorito de Wolfgang, Ignaz Leutgeb. Si este es el caso, el maestro austríaco sólo le proporcionó cuatro compases en el trío del minueto para que demostrase su valía. En cualquier caso, al añadir un par adicionial de trompas en do alto en los movimientos primero, tercero y cuarto, una brillantez superior a la experimentada en la K. 114 habría sido percibida por todos. En las orquestas de aquella época era una práctica común emplear el fagot y el clavecín, si estaban presentes en la orquesta, para reforzar la línea del bajo o bien como continuo, incluso sin notación separada.

## Estructura y análisis
La sinfonía consta de tres movimientos:
- I. Allegro, en fa mayor 4
4
- II. Andantino grazioso, en si bemol mayor 3
8
- III. Menuetto, en fa mayor – Trio, en do mayor 3
4
- III. Allegro molto, en fa mayor 4
4

La interpretación de esta obra dura aproximadamente 20 minutos, dependiendo del cumplimiento de las repeticiones prescritas. Se podría esperar que tuviera un sonido heroico e incluso robusto debido al añadido de un par de trompas más, pero se trata de una obra festiva, de ambiente ligero y orquestación colorista. Aunque no se encuentra entre sus trabajos más brillantes en el género, según Cummings, está muy bien construida teniendo en cuenta la juventud de Mozart.

### I.Allegro
El primer movimiento, Allegro, está escrito en la tonalidad de fa mayor, en compás de 4/4 y sigue la forma sonata. Se abre con un tema descendente cuyo carácter jovial irradia energía y alegría. Pronto aparece un segundo tema en el que la felicidad es aún mayor, ya que la música parece efervescente de risa y jovialidad. Tras una repetición de la exposición, se da paso a la breve sección de desarrollo, en la que el ambiente se torna más serio. Sigue una repetición y se cierra con una feliz conclusión. El movimiento de apertura combina una serie de estilos: el estilo camerístico, que en el inicio duplica la orquestación para dos violines de la K. 114; el estilo galante del segundo tema; el estilo dramático al final del segundo tema y en la conclusión caracterizado por cambios al modo menor, acordes de séptima disminuida con trémolos y agitadas síncopas. Por razones inexplicables solo la exposición debe repetirse.

### II.Andantino grazioso
El segundo movimiento, Andantino grazioso, está en si bemol mayor y en compás de 3/8. El movimiento lento es un poco más animado de lo que parece sugerir su indicación de Andantino grazioso, pero sus gestos ligeros y su ritmo todavía bastante relajado hacen que su carácter algo pastoral contraste bien con la enérgica música del inicio. La anotación con sordino para los violines en este punto persigue un propósito dramático. En la coda se retiran las sordinas mientras se escucha el inicio del tema principal en tutti. Se caracteriza por frases irregulares, a veces planteadas con inusitada claridad, como al principio, u oscurecidas por la movilidad de las voces interiores, como en los sucesivos pasajes. En muchos aspectos este movimiento es, según Brown, la composición más talentosa de Mozart hasta la fecha, en la que cada frase adquiere su individualidad mediante una combinación de colores y texturas. Tal vez el momento más impresionante se produce en el compás 89, cuando un par de trompas doblan a los violines primero y segundo. En retrospectiva esta sonoridad resulta muy adelantada a su tiempo. Este movimiento lento tan logrado marca un hito que rara vez será superado en los años venideros.

### III.Menuetto–Trio
El tercer movimiento, Menuetto – Trio, está en fa mayor que en el trío pasa a do mayor y el compás es 3/4. El minueto es una breve pieza de dos minutos, que presenta un robusto espíritu festivo. Se trata de una exploración de la tradición vienesa de escritura canónica previamente encontrada en la Sinfonía n.º 12 K. 110. Aunque la textura en canon se limita a la frase inicial y sus reapariciones, confiere a la pieza un carácter arcaico. El trío, por su parte, es tenue pero solemne. Mozart completa en esta sección central su evocación arcaica retomando la modalidad.

### IV.Allegro molto
El cuarto y último movimiento, Allegro molto, retoma la tonalidad inicial y el compás de 4/4. El Finale, de unos siete minutos y medio, es el movimiento más largo de esta sinfonía. También es el más diverso, ya que pasa del ajetreado aunque risueño tema principal a los elementos más juguetones e incluso humorísticos del material secundario. No obstante, la sensación festiva queda patente en toda la obra, incluso en los pasajes más tranquilos y despreocupados que se yuxtaponen a otros más enérgicos. Llama la atención la elección por primera vez del compasillo para un Finale, en lugar de compases que venían siendo más habituales como 3/8, 2/4, 6/8 y 12/8. El hecho de añadir Molto a la indicación de tempo contribuye a intensificar algunos aspectos dramáticos encontrados en el movimiento inicial: el acorde de sexta aumentada de la transición (cc. 22 y 29) y el lenguaje armónico usado en el segundo grupo temático (c. 42).